# Риђане
Риђане је насељено мјесто у Далмацији. Припада општини Бискупија у оквиру Шибенско-книнске жупаније, Република Хрватска. Према прелиминарним подацима са последњег пописа 2021. године у месту је живело 46 становника.

## Географија
Налази се 10 км југоисточно од Книна. Дијели се на: Шаровац, Карановац и Риђане, који су по пола сата међусобно удаљени. Ово село припада селима Косова Поља.

## Историја
Народно предање каже, да је ово, као и остала села Книнског поља, населили Срби са Косова поља у 15. и 16. вијеку, стигавши преко Босне. То потврђује и имена вода и ријека, која овдје постоје. Ријеке и воде, које постоје и данас у Србији, као Мала и Велика Косовчица, Роксанда, Костеровац, Карановац, Плоча, затим Мочило, Мало врело, Соколовача, Трештеновац и Гргор, све су то називи који и данас на Косову постоје. Предање каже да су преко Козјака овамо дошли из Босне, а у Босну из Косова, послије Косовске битке, ова племена: Трифуновић, Грубанић, Стринић, Радовић, Бојић, Класнић, Јовановић, Јовићи дошли из Дрниша, Тадић, Рапо, Црногорац, дошли из Полаче, Балић, Ковачевић, Ћук, Јаблан, Милићи дошли из Бискупије, Докић, Ињац и други.
До територијалне реорганизације у Хрватској насеље се налазило у саставу бивше велике општине Книн. Риђане се од распада Југославије до августа 1995. године налазило у Републици Српској Крајини.

## Становништво
Према попису из 1991. године, Риђане је имало 362 становника, од чега 357 Срба, 1 Хрвата и 4 остала. Према попису становништва из 2001. године, Риђане је имало 87 становника. Риђане је према попису из 2011. године имало 67 становника.
| Националност       | 1991. | 1981. | 1971. | 1961. |
| Срби               | 357   | 359   | 429   | 547   |
| Југословени        |       | 26    | 12    |       |
| Хрвати             | 1     |       | 1     |       |
| остали и непознато | 4     |       |       | 4     |
| Укупно             | 362   | 385   | 442   | 551   |

| Демографија | Демографија | Демографија |
| Година      | Становника  | Становника  |
| ----------- | ----------- | ----------- |
| 1961.       | 551         |             |
| 1971.       | 442         |             |
| 1981.       | 385         |             |
| 1991.       | 362         |             |
| 2001.       | 87          |             |
| 2011.       |             | 67          |

## Попис 1991.
На попису становништва 1991. године, насељено место Риђане је имало 362 становника, следећег националног састава:
| Попис 1991.‍  | Попис 1991.‍  | Попис 1991.‍ | Попис 1991.‍ | Попис 1991.‍ |
| ------------ | ------------ | ----------- | ----------- | ----------- |
|              |              |             |             |             |
| Срби         | Срби         |             | 357         | 98,61%      |
| Хрвати       | Хрвати       |             | 1           | 0,27%       |
| неопредељени | неопредељени |             | 1           | 0,27%       |
| непознато    | непознато    |             | 3           | 0,82%       |
| укупно: 362  |              |             |             |             |

## Презимена
Презимена у Риђанима су:
| - Балић – Православци, славе Св. Јована - Бојић – Православци, славе Св. Стефана - Бокун – Православци, славе Св. Стефана - Грубнић – Православци, славе Св. Николу - Докић – Православци, славе Св. Георгија - Ињац – Православци, славе Св. Василија - Јаблан – Православци, славе Св. Георгија - Јовановић – Православци, славе Св. Луку - Јовић – Православци, славе Св. Николу | - Класнић – Православци, славе Св. Николу и Св. Стефана - Ковачевић – Православци, славе Св. Јована - Милић – Православци, славе Св. Георгија - Радовић – Православци, славе Св. Јована - Рапо – Православци, славе Св. Георгија - Стринић – Православци, славе Св. Николу - Трифуновић – Православци, славе Часне вериге Св. апостола Петра - Црногорац – Православци, славе Св. Стефана |